# Streets of San Francisco
Pour plus de détails, voir Fiche technique et Distribution.
Streets of San Francisco est un film américain réalisé par George Blair, sorti en 1949.

## Fiche technique
- Titre : Streets of San Francisco
- Réalisation : George Blair
- Scénario : Gordon Kahn, Adele Buffington et John K. Butler
- Photographie : John MacBurnie
- Montage : Harry Keller
- Musique : Stanley Wilson
- Pays d'origine : États-Unis
- Format : Noir et blanc - 1,37:1
- Genre : policier
- Durée : 60 minutes
- Date de sortie : 1949

## Distribution
- Robert Armstrong : Willard Logan
- Mae Clarke : Hazel Logan
- Gary Gray : Frankie Fraser
- Wally Cassell : Den Driscoll
- Richard Benedict : Henry Walker
- John Harmon : Sammy Hess
- J. Farrell MacDonald : Pop Lockhart
- Ian MacDonald : Luke Fraser
- Charles Meredith : James T. Eckert
- Eve March : Joyce Quinn
- Denver Pyle : Ed Quinn
- Charles Cane : John O'Halloran
- William Henry : Nichols
- Claire Du Brey : Mme Partridge
- Martin Garralaga : Rocco
- Ross Elliott : Clevens